# Volkswagen Passat NMS
O Volkswagen Passat para os mercados da América do Norte e China (internamente designado Volkswagen New Midsize Sedan ou NMS enquanto em desenvolvimento) é um sedã de segmento D que estreou em janeiro de 2011 no Salão do Automóvel de Detroit. Ele substituiu o Passat B6 no mercado da América do Norte. O Passat NMS foi comercializado na América do Norte, Oriente Médio, Coreia do Sul e China, sem versão perua/carrinha disponível. Na China, ele é vendido junto com a versão de longa distância entre eixos do Passat europeu, conhecido como Magotan.
Em seu lançamento, o Passat NMS fazia parte da estratégia do Grupo Volkswagen de vender mais de 800.000 veículos por ano no mercado da América do Norte até 2018. Embora seja maior, o modelo é mais simples em comparação ao Passat do mercado europeu para atingir um preço mais baixo e penetrar no mercado de sedãs mid-size da América do Norte.
O Passat de segunda geração para a América do Norte e China divergiu em dois modelos diferentes, ambos lançados em 2019. O Passat da América do Norte continuou a usar a mesma plataforma com o Passat NMS A32/A33 introduzido em 2011, tornando-o uma versão remodelada de seu antecessor. O Passat do mercado chinês lançado em 2019 é construído em uma plataforma completamente diferente, que é o Volkswagen Group MQB, e foi alongado em distância entre eixos e comprimento total em comparação com seu antecessor.

## Vendas
| Ano  | EUA     | China   |
| ---- | ------- | ------- |
| 2011 | 22.779  | 165.858 |
| 2012 | 117.023 | 233.321 |
| 2013 | 109.652 | 227.262 |
| 2014 | 96.649  | 218.344 |
| 2015 | 78.207  | 205.794 |
| 2016 | 73.002  | 188.214 |
| 2017 | 60.722  | 160.324 |
| 2018 | 41.401  | 179.028 |
| 2019 | 14.213  | 214.061 |
| 2020 | 22.964  | 145.805 |
| 2021 | 24.396  | 124.402 |